# Amerikanske forsvarsanlæg i Grønland
I forbindelse med 2.verdenskrig fik Grønland en militær betydning, og der blev i den forbindelse bygget forskellige Amerikanske forsvarsanlæg i Grønland.
Der blev oprettet vejrstationer primært på østkysten. Her kunne man forudsige vejret på Nordatlanten et døgn frem, og det var Nazi-Tyskland også interesseret i.  
- Bluie er fornavnet på amerikanske baser/landingsbaner i Grønland under Anden Verdenskrig. Bluie West er på Grønlands vestkyst, og Bluie East er på Grønlands østkyst.
- Camp Tuto, lå ca. 35 km fra Thule Air Base (TAB) ved randen af indlandsisen og var fra 1953-1957 center for forskningen på indlandsisen.
- Camp Fistclench blev i 1955 konstrueret 220 mil øst for TAB.
- Camp Century, blev i 1958 påbegyndt som en base under indlandsisen ca. 250 km øst for Thule Air Base. Camp Century blev officielt lukket 1. april 1966.
- Iceworm også kaldet Project Iceworm.
- Distant Early Warning Line (DEW Line), er/var et flyvarslingssystem, som gik fra Alaska i vest over Grønland til Island i øst.

| - Bluie West Nine (9) - Cruncher Island nord for Kangaamiut - Bluie West Eight (8) - Søndre Strømfjord / Kangerlussuaq - Bluie West Seven (7) - Ivittuut / Kangilinnguit – Grønnedal - Bluie West Six (6) - Thule Air Base / Pituffik - Bluie West Five (5) - Egedesminde / Aasiaat - Bluie West Four (4) - Marraq /(Marrak Point) nær Fiskenæsset/Qeqertarsuatsiaat - Bluie West Three (3) - Simiutak nær Narsaq - Bluie West Two (2) - Arsuk nær Ivittuut - Bluie West One (1) - Narsarsuaq | Bluie West 1 Bluie West 2 Bluie West 3 Bluie West 4 Bluie West 5 Bluie West 6 Bluie West 7 Bluie West 8 Bluie West 9 Bluie East 1 Bluie East 2 Bluie East 3 Bluie East 4 Bluie East 5 Camp Century DYE-1 DYE-2 DYE-3 DYE-4 – Nuværende amerikanske militære installationer – Tidligere amerikanske militære installationer – Distant Early Warning Line | - Bluie East Five (5) – Eskimonæs på Clavering øen - Bluie East Four (4) – Ella Island / Ella Ø - Bluie East Three (3) – Scoresbysund – Ittoqqortoormiit - Bluie East Two (2) - Ikateq nær Tasiilaq - Bluie East One (1) - Prince Christian Sound / Prins Christians Sund |